# An Khe
 An Khe  es el décimo cuarto capítulo de la quinta temporada de la serie dramática El Ala Oeste.

## Argumento
Leo entrega un premio en Chicago a su viejo amigo Ken O'Neal, su copiloto que le salvó la vida años atrás en la Guerra de Vietnam. Al regresar se encuentra con una desagradable noticia: Cinco tripulantes americanos han caído en Corea del Norte, lo que apunta a una arriesgada operación de rescate. Este hecho trae recuerdos a Leo de su rescate en Vietnam. 
Mientras tanto, su amigo, ahora cabeza visible de una contratista de Defensa, se enfrenta a un interrogatorio en el Senado, instigado por el senador Matt Hunt – presidente de la Comisión de Defensa-. Esto provoca un conflicto de intereses a Leo que incluso se enfrenta al senador, implicándose personalmente. Finalmente, Ken O'Neal le dirá la verdad: ha ganado millones en comisiones y ha cometido varios delitos. A pesar de su lealtad, rechazará la ayuda del jefe de gabinete de la Casa Blanca.
Josh es corregido por un becario cuando cita equivocadamente unos datos en una reunión informativa con el presidente Bartlet. Enfadado con Ryan Pierce, su ayudante y sobrino de un senador demócrata, le encargará multitud de fotocopias. Pero no puede evitar la idea brillante de este: ampliar las ayudas a mujeres con hijos que se queden en casa, compatibilizándolas con las ayudas para guarderías a las trabajadoras del país.
C.J. aparece en el programa de Taylor Reid para enfrentarse a él en directo. Entre otras cosas, el periodista conservador le echa en cara la vuelta de la primera dama a sus funciones como doctora en medicina. La jefa de prensa de la Casa Blanca le dirá la verdad, que solo es voluntaria en un programa de ayuda sanitaria a marginados. Y de paso, le atacará por estar comprado por los lobbys de los seguros, que impiden una sanidad Universal en Estados Unidos. 

## Curiosidades
- El título del episodio hace referencia a la región de Vietnam donde cayó Leo.

## Premios
- John Spencer: Nominado al mejor actor de reparto en los Premios Emmy.[1]

- El ala oeste de la Casa Blanca: Nominada a la mejor serie dramática en los Premios Emmy.[1]

- Walter Newman, Thomas A. Harris, Catherine Flynn, Rick M. Hromadka, Darren Wright, Gabrielle Reeves, Rick Hammel, David Werntz, Troy Hardy, Mike Crabtree, Casey Crabtree: Nominados en la categoría de Edición de Sonido en los Premios Emmy.[1]